# Comté de Switzerland
Pour les articles homonymes, voir Switzerland.
Le comté de Switzerland est un comté de l'État de l'Indiana aux États-Unis. En 2000 sa population était de 9 065 habitants.  Le siège du comté est Vevay.

Localisation de l'Indiana

## Géographie
Le comté est à la frontière de deux autres états, l'Ohio et le Kentucky, il est situé à l'extrême sud-est de l'Indiana. La superficie du comté est de 579 km² dont 573 km2 de terres et 6 km2 de lacs et cours d'eau. 

### Comtés adjacents
- Comté d'Ohio  (au nord)
- Comté de Gallatin, Kentucky  (à l'est)
- Comté de Carroll, Kentucky  (au sud)
- Comté de Jefferson (à l'ouest)
- Comté de Ripley (au nord-ouest)

## Histoire
Le nom de Switzerland County, fondé en 1814,  lui vient du pays d'origine de ses premiers pionniers, la Suisse. Vevay son chef-lieu fut fondé en 1802 par des pionniers qui étaient originaires de Vevey en Suisse.

## Petite histoire
Vevay organise chaque année un Festival du vin suisse (the Swiss Wine Festival). Il se tient généralement le dernier week-end d'août et commence dès le jeudi. Le Festival se compose d'une foule d'activités, comme des promenades en bateaux sur la rivière Ohio, des spectacles historiques, du théâtre, de la musique, des compétitions de majorettes, le foulage des grappes de raisin et des pintes où sont servis vins et bières. Un grand feu d'artifice illumine les berges de l'Ohio dans la nuit du samedi au dimanche.

## Principales villes
- Patriot
- Vevay